# Louis de Froment
Louis de Froment (Tolosa, 5 dicembre 1921 – Cannes, 19 agosto 1994) è stato un direttore d'orchestra francese.

## Biografia
Nato in una nobile famiglia francese, ha cominciato gli studi musicali nel conservatorio della sua città. Ha poi continuato gli studi nel
Conservatoire national supérieur de musique et de danse de Paris (CNSMDP) di Parigi, ed era il pupillo di Louis Fourestier, Eugene Bigot e André Cluytens. Nel 1984 ha ricevuto il primo premio in Direzione.
Ha lavorato come Direttore d'Orchestra al Casinò di Deuaville e di Cannes. Ha lavorato ancora come Capo del Permanent Chamber Orchestra della Radio di Nizza, al Luxembourg Philharmonic Orchestra della Radio-Télé Luxembourg, e all'ORTF Orchestra.
Morì a Cannes all'età di 72 anni.

## Incisioni significative
- Vox: Turandot 37117 (LP): Camille Saint-Saëns - Sinfonia N.1, Phaéton, Marche Héroique; Orchestra della Radio Luxembourg
- Decca DL 50006 (LP): Wolfgang Amadeus Mozart - Clarinetto Concerto, K.622; Jacques Lancelot, clarinetto; Oiseau Lyre Orchestra
- Vox: Claude Debussy - Khamma;  Orchestra della Radio Luxembourg